# Gonocaryum crassifolium
Gonocaryum crassifolium är en järneksväxtart som beskrevs av Ridley. Gonocaryum crassifolium ingår i släktet Gonocaryum och familjen Stemonuraceae. Inga underarter finns listade i Catalogue of Life.